# Harrisia gracilis
Harrisia gracilis  es una especie de planta fanerógama de la familia Cactaceae. 

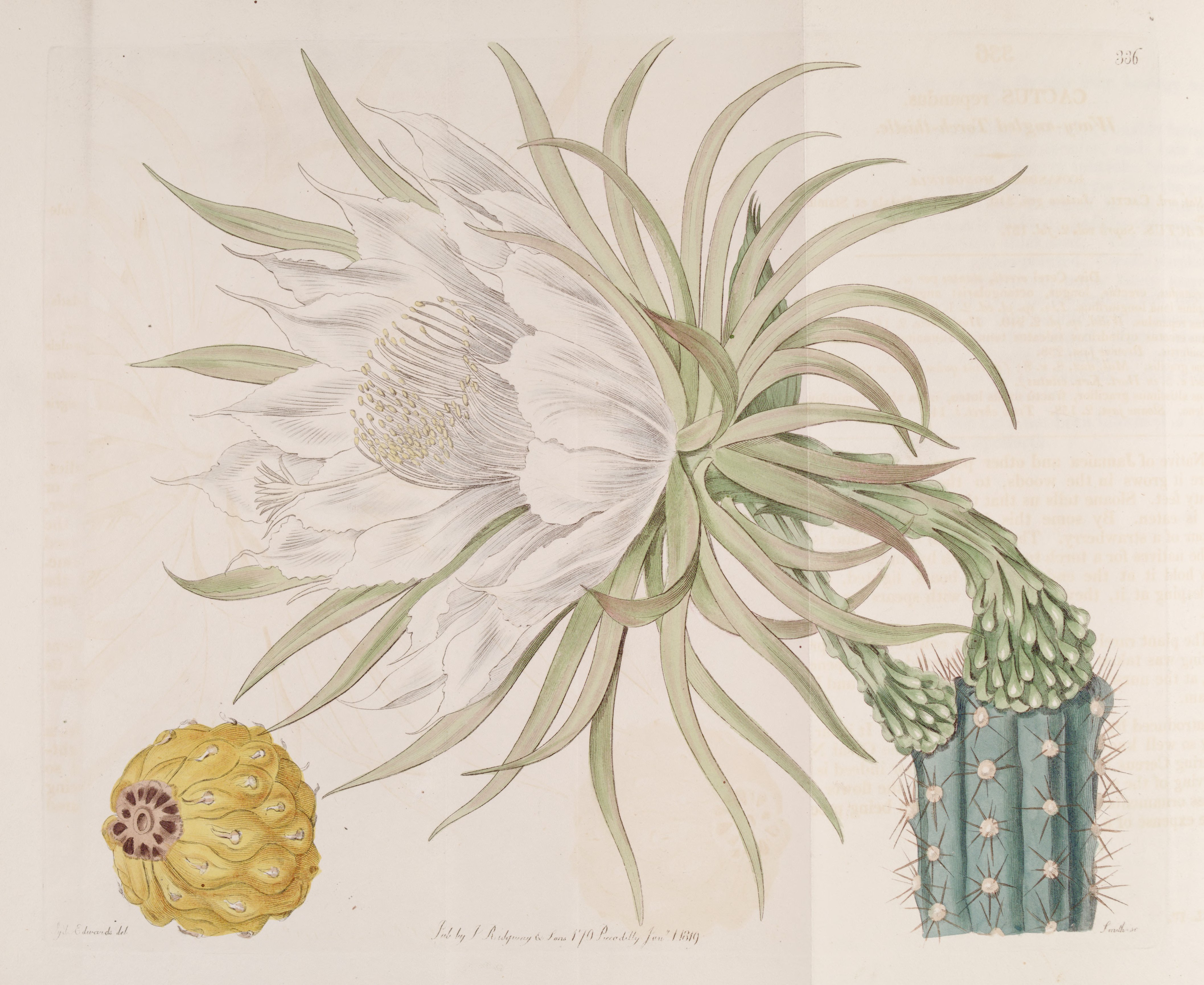
Ilustración

## Distribución
Es endémica de  Jamaica. Es una especie rara en la vida silvestre.

## Descripción
Harrisia gracilis tiene un crecimiento arbustivo, está ricamente bifurcada, formando grupos con unidades erectas y extendidas. Los tallos son verdes y muy alargados cilíndricos con un diámetro de 2,5 a 4 centímetros, y alcanzan una longitud de 3 a 5 metros. Tiene nueve-once costillas disponibles con areolas que llevan de 7 a 16 espinas separadas, rectas, fuertes y aciculares de color ocre grisáceo o gris. Las flores alcanzan una longitud de 15 a 20 centímetros y un diámetro de 10 a 12 centímetros. El tubo de la flor está ocupado con pelos blancos suaves. Los frutos son amarillos, suaves y están llenas de espinas similares a pelos. Tiene un diámetro de 3 a 6,2 cm y alcanza una longitud de 3 a 4 cm.

## Taxonomía
Harrisia gracilis fue descrita por (Mill.) Britton y publicado en Bulletin of the Torrey Botanical Club 35(12): 563. 1908.
Etimología
Ver: Harrisia
gracilis epíteto latino que significa "delgado, esbelto".
Sinonimia
- Cactus gracilis
- Cereus gracilis basónimo
- Harrisia undata
- Harrisia donae-antoniae[4]